# Отон (Горњопровансалски Алпи)
Отон (фр. Authon) насеље је и општина у југоисточној Француској у региону Прованса-Алпи-Азурна обала, у департману Горњопровансалски Алпи која припада префектури Форсалкје.
По подацима из 2011. године у општини је живело 48 становника, а густина насељености је износила 1,2 становника/km². Општина се простире на површини од 40,16 km². Налази се на средњој надморској висини од 1137 метара (максималној 2114 m, а минималној 881 m).

## Демографија
| 1962. | 1968. | 1975. | 1982. | 1990. | 1999. | 2011. |
| ----- | ----- | ----- | ----- | ----- | ----- | ----- |
| 16    | 22    | 23    | 21    | 38    | 33    | 48    |

График промене броја становника у току последњих година